# فكري كرسون
فكري كرسون (07 أبريل 1962 - 17 يناير 2007) فنان وناقد تشكيلي وصحفي مصري. ولد في قرية شباس الشهداء التابعة لمركز دسوق بكفر الشيخ، وتوفي في بكين في أثناء رحلة علاجية عن عمر يناهز 44 عامًا.

## حياته
تربى ودرس بمحافظة كفر الشيخ قبل أن يلتحق بكلية الفنون الجميلة بجامعة المنيا، ويحصل على بكالوريوس الفنون الجميلة تخصص جرافيك عام 1988. كان عضوًا في الجمعية المصرية لنقاد الفن التشكيلي، ونقابة الفنانين التشكيليين المصريين، وكان أيضًا عضوًا في جمعية محبي الفنون الجميلة والجمعية الأهلية للفن التشكيلي. شارك في معارض عديدة في مصر وخارجها، في 68 معرضًا جماعيًا و12 خاصًا لأعماله في الحفر والطباعة، منها معارض في الدوحة. أدرج اسمه في موسوعة صالون الشباب الجزء الأول من إعداد الدكتور صبحي الشاروني عام 1994، إصدار قطاع الفنون التشكيلية.

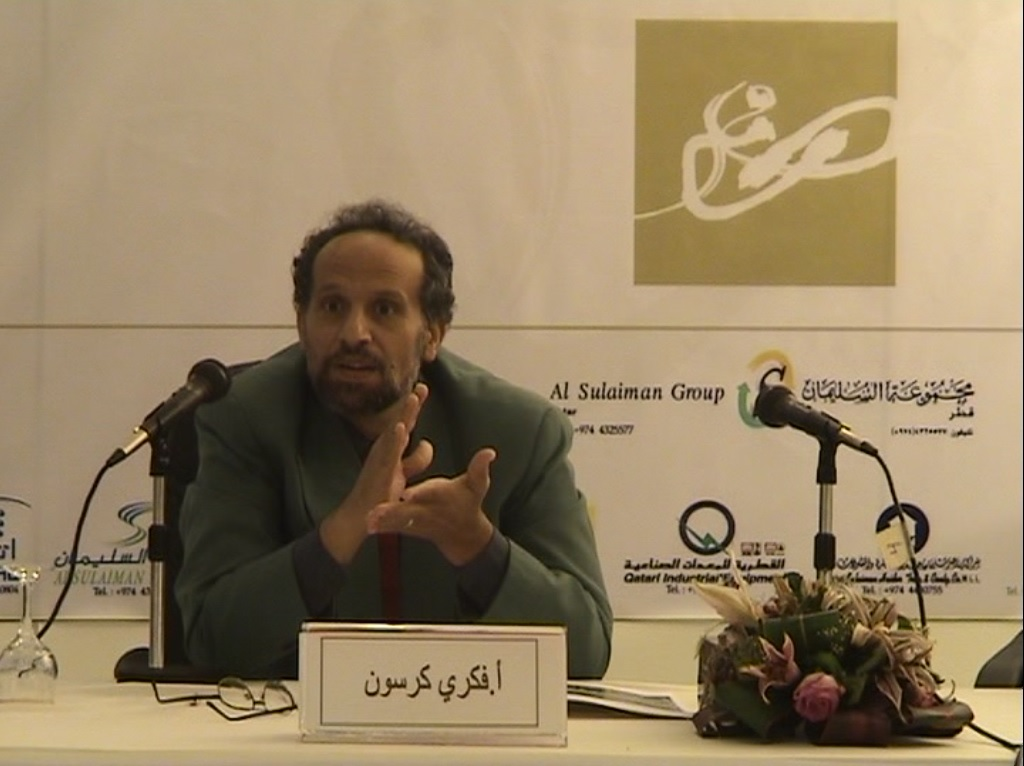
ندوة ثقافية مصاحبة لصالون الشباب الأول بمركز إبداع الفتاة بقطر عام 2005

## المسيرة المهنية
عمل كصحفي ومخرج فني بجريدة (اليوم) الأسبوعية المصرية سنة 1990، وقام بتغطية أخبار المسرح، والمعارض الفنية وإجراء الحوارات الصحفية، ومن أبرزها حواره مع الشيخ الراحل محمد متولي الشعراوي. سافر إلى قطر عام 1991وعمل مديرًا فنيًا بمطابع وزارةfالتربية والتعليم وخلال الفترة التي تلت تخرجه سواء في مصر أو قطر، لم ينقطع عن ممارسة الفن سواء بالرسم أو النقد أو إلقاء المحاضرات. وفي نهاية التسعينيات، بدأ بالعمل رسامًا ومخرجًا فنيًا للكتب الدراسية بوزارة التربية والتعليم. وبالتوازي مع عمله بالوزارة، عمل في جريدة الوطن القطرية منذ انطلاقتها الأولى لمدة 3 سنوات، كما عمل أيضًا بجريدة الشرق القطرية مدة أربع سنوات، فضلًا عن إشرافه على صفحة "آفاق تشكيلية" بجريدة الراية القطرية لأكثر من خمس سنوات  وصفحة "مشاهير". كما شارك في تغطية الفعاليات الثقافية الكبرى، وأخبار المعارض الفنية والمسرح، وإجراء اللقاءات الصحفية بقطر أثناء عمله بجريدة الراية.

شارك لمدة 5 سنوات في تقييم سينوغرافيا عروض المسرح التجريبي القطري، وكلفه المجلس الوطني للثقافة والفنون والتراث في قطر بإنجاز كتاب عن المشهد التشكيلي القطري بمشاركة مع الناقد العراقي فاروق يوسف. كما أقام وأدار العديد من الندوات الثقافية داخل قطر وخارجها. وله مقالات عديدة يتعلق بعضها بالسيكولوجية الجمالية للطفل وانعكاساتها على رسومه، ومقالات عن الفنون الفرعية والعمارة التي صاحبت الحضارة الإسلامية من منظور مختلف. وكان قد ركز في أعماله التشكيلية على فلسفة الموت، وهو الموضوع الذي ظل مشغولاً به منذ تخرجه.

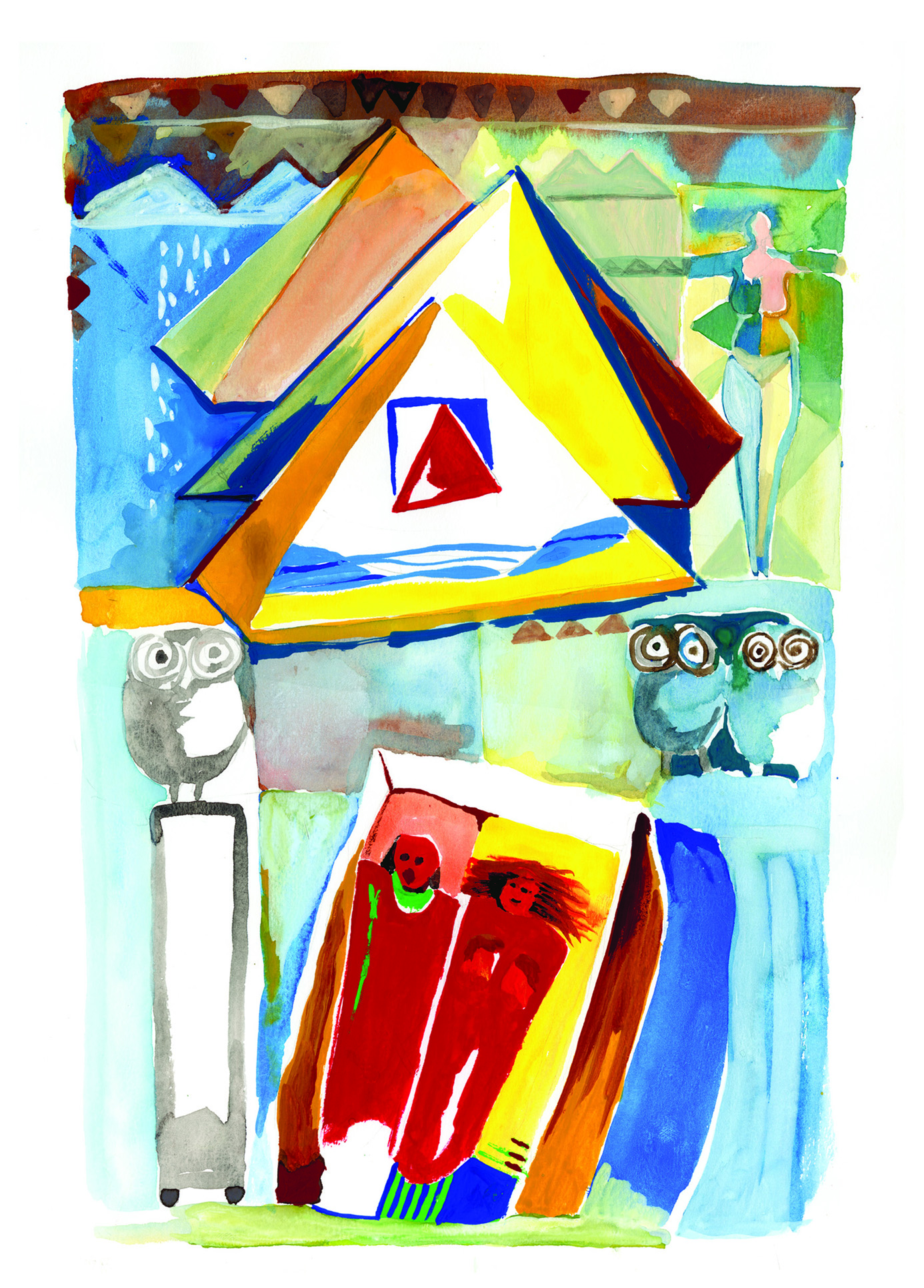
توأمة بالرسم مع الروائي جمال الغيطاني في عمله «متون الأهرام» في كتابها الشهري «كتاب في جريدة» (العدد 58) في أغسطس 2002.

اختارته اليونسكو لعمل توأمة بالرسم مع الروائي جمال الغيطاني في عمله «متون الأهرام» في كتابها الشهري «كتاب في جريدة» (العدد 58) في أغسطس 2002. وقد استضافه بينالي الشارقة الدولي في دورته في 2005 بصفته ناقد فني. أشرف على تصميم وإخراج مجلة "السواعد" القطرية التابعة لمركز قطر للعمل التطوعي (2004-2006) وتم تكريمه في 2006 لدوره المتميز. وكان المنسق العام للمعرض الذي أقامته السفارة المصرية في الدوحة في عام 2005 بالتعاون مع نادي الجسرة الثقافي الاجتماعي تحت عنوان "مصر في عيون المستشرقين" والذي اشتمل على لوحات رسمها مستشرقون ترصد الحياة في مصر في الفترة ما بين القرن السابع عشر ونهاية القرن الثامن عشر.

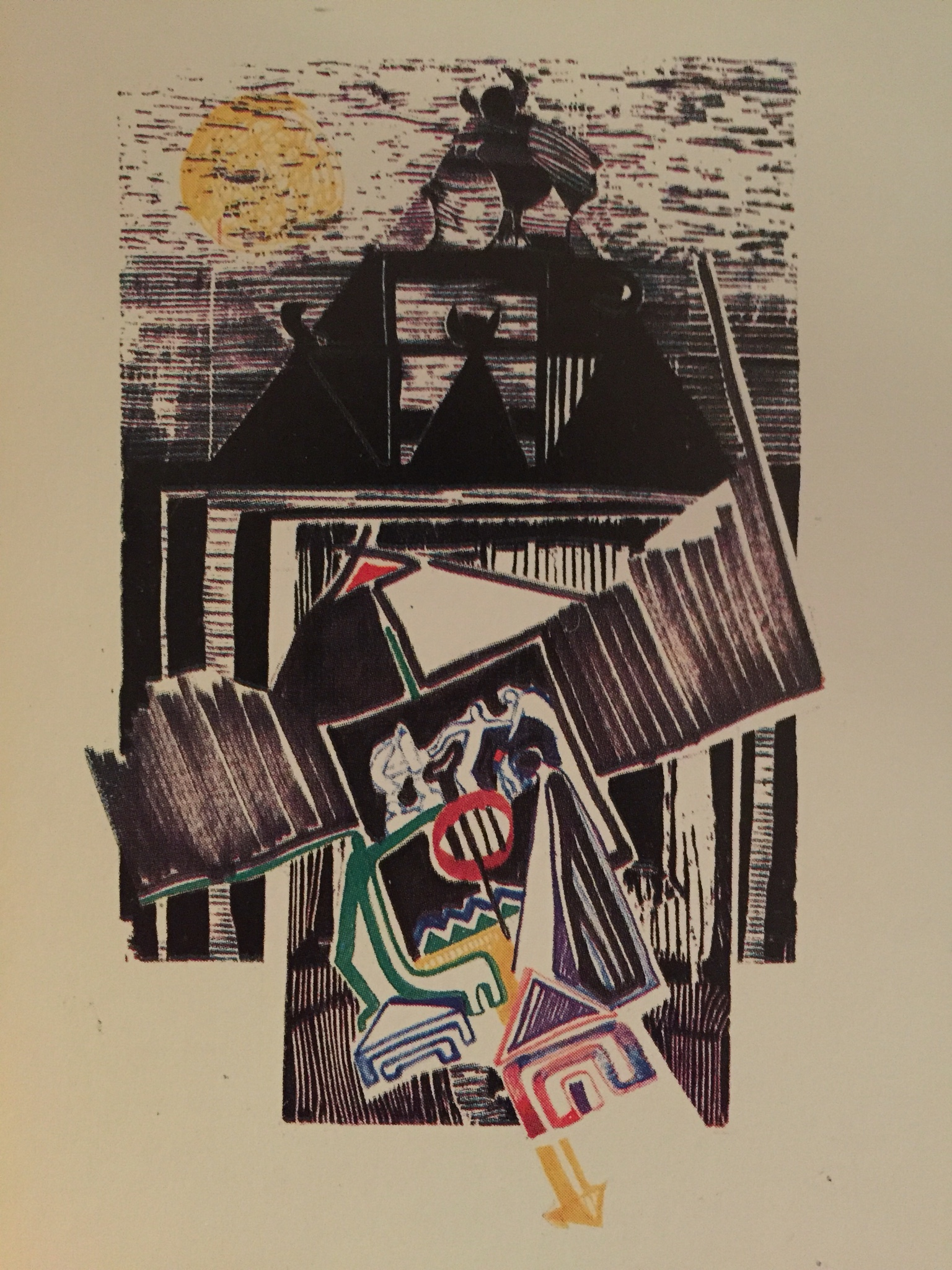
عمل فني

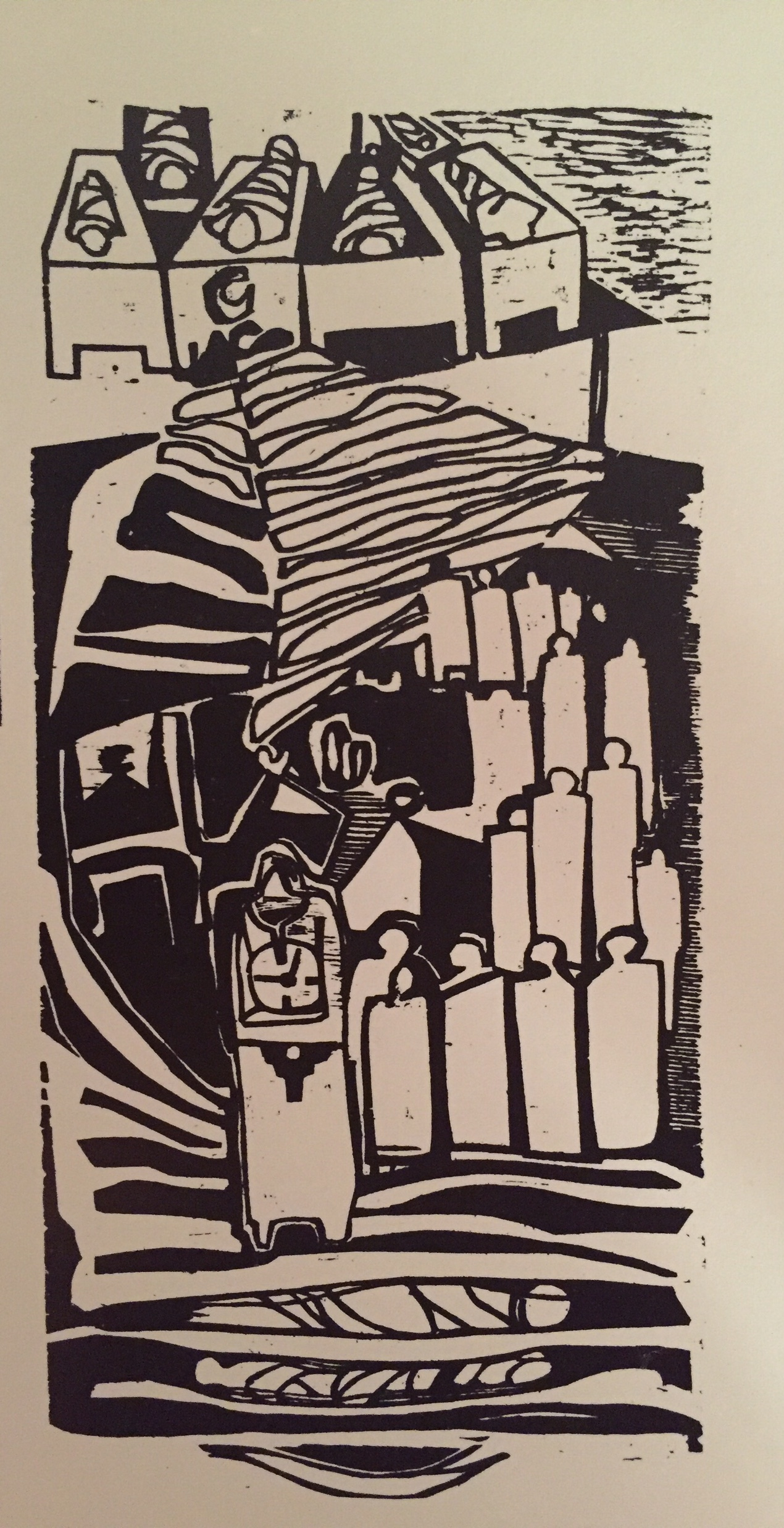
عمل فني

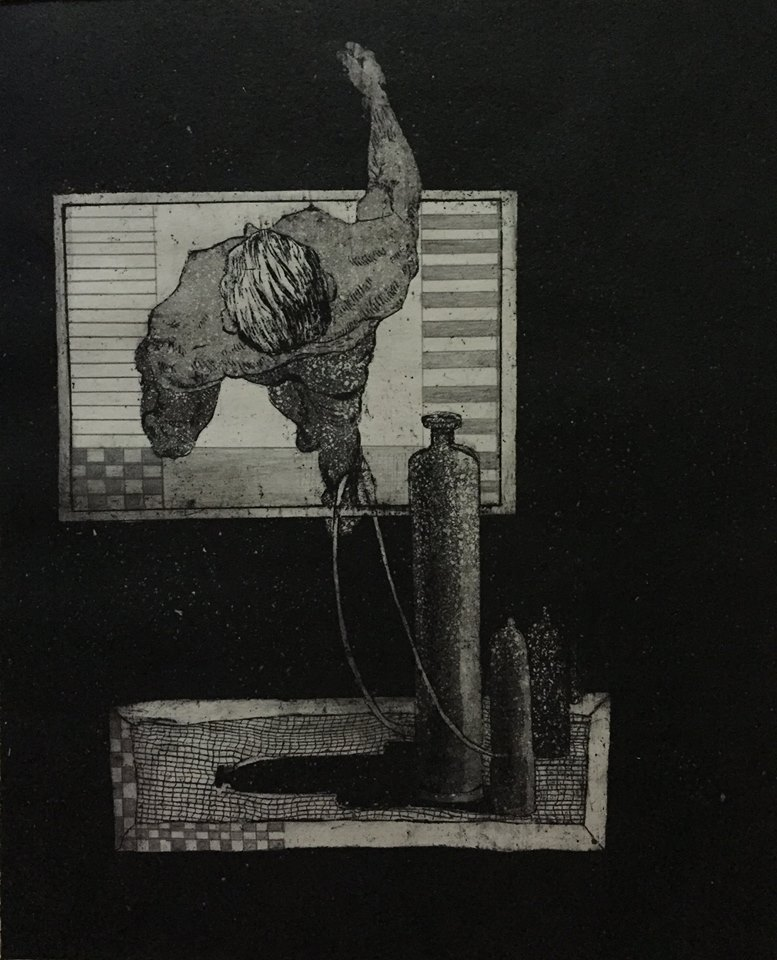
عمل فني

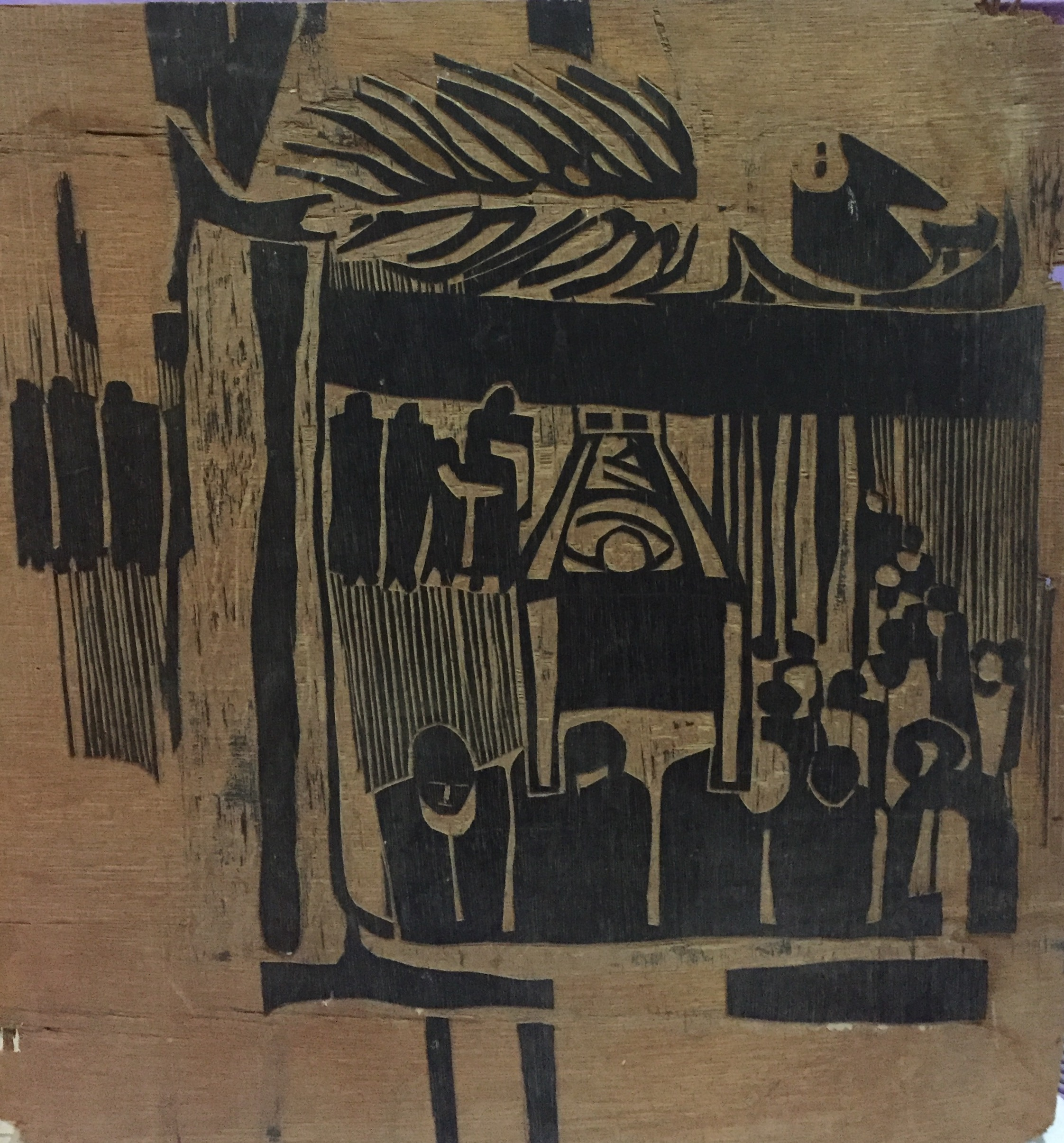
عمل فني بطريقة الحفر على الخشب

## جوائز وأعمال
نال عددًا من الجوائز أهمها:
- الجائزة الأولى فى الرسم من جامعة المنيا 1985.
- الجائزة الأولى فى الحفر من جامعة المنيا 1985.
- الجائزة الأولى فى الرسم جامعة المنيا 1987.
- الميدالية الذهبية فى المؤتمر العلمي الثالث "الفن والتعليم" 1987.
- الميدالية الذهبية في المؤتمر العلمي الرابع "الفنون التشكيلية وأثرها على الحياة اليومية" 1988.
- الجائزة الأولى في الرسم لعامين متتاليين من جمعية محبي الفنون الجميلة في مصر.
- جائزة صالون المائيات من أتيليه القاهرة للأدباء والفنانين.
- الجائزة الأولى في الحفر بعيد المنيا القومي.
- ثلاث شهادات تقدير من المجلس الأعلى للشباب والرياضة.
- خمس شهادات تقدير من جامعة المنيا.
- شهادة تقدير من كلية الفنون الجميلة وذلك للفوز بالميدالية الذهبية.
- الجائزة الأولى في الرسم، معرض الطلائع الواحد والثلاثون بجمعية محبى الفنون الجميلة، جاردن سيتي 1991.

له أعمال مقتناة في مصر لدى جهات فنية وحكومية، أبرزها متحف الفن المصري الحديث، والمجلس الاعلى للشباب والرياضة بمصر، ومديريات الثقافة التي عرض بها، ووزارة الإعلام بقطر. وله أيضاً مقتنيات فنية لدى أفراد في قطر، وتركيا، والعراق، والأردن، والسودان، وأمريكا، وألمانيا، والكويت.